# Uvaria lancifolia
Uvaria lancifolia är en kirimojaväxtart som beskrevs av Elmer Drew Merrill. Uvaria lancifolia ingår i släktet Uvaria och familjen kirimojaväxter. Inga underarter finns listade i Catalogue of Life.